# 矢田部良吉
矢田部良吉（やたべ りょうきち）是日本明治時期的植物學家、詩人、科學家。他命名過許多植物的學名，例如繡球花科黃山梅等。。

## 生平
1851年10月13日（嘉永四年9月19日），矢田部良吉出生於伊豆國田形郡韭山（現為靜岡縣伊豆之國市），父親矢田部卿雲（1819–1857）是一位蘭学者。。
1857年（安政4年），他的父親卿雲去世，所以他搬到沼津，與母親的原川家住在一起。1864年，他搬到江戶，與江川家族一起生活，在那裡他與中濱萬次郎、三宅秀和大鳥圭介一起學習英語和數學，並繼續在橫濱語言學院學習。
1869年（明治2年），他成為開成學校的講師、大學的助理教授。1871年，他隨森有禮來到美國，隔年開始在康乃爾大學學習植物學。 1876年6月（明治9年），他從康乃爾大學畢業，8月返回日本。9月，他成為東京開成學校教授，12月被任命為東京博物館（現國立科學博物館）館長。
1877年8月，他就任東京大學理學院教授。 1879年1月（明治12年），終止博物館館長職務（繼任者為秋壺光栗）。1882年2月25日成立東京植物學會（現日本植物學會）並擔任會長。 8月，與遠山翔一、井上哲二郎合作出版了《新體詩抄》。 他也是羅馬字母的愛好者，1885年1月17日，他成立了羅馬字協會，並與野竹神田一起被選為秘書長。
1886年12月（明治19年）起，他兼任訓盲啞院（後來的東京盲啞學校）校長，1888年3月（明治21年）起，他兼任東京女子高等師範學校校長。5月，獲理學博士。 1890年6月（明治23年）辭去東京盲啞學校校長職務。 11月，一直到東京大學進行研究的牧野富太郎被勒令停止使用大學書籍和標本來編寫自己的著作。
1891年3月（明治24年），他從教授職位退休。1895年4月（明治28年），擔任東京高等師範學校教授，1898年6月（明治31年）任該校校長。
1899年8月7日，他在鎌倉海岸游泳時溺水身亡。葬禮於8月10日舉行。

## 榮譽
- 1881年（明治14年）9月24日 - 正六位[5]
- 1885年（明治18年）8月3日 - 従五位[6]
- 1891年（明治24年）6月27日 - 勲六等瑞宝章[5]
- 1894年（明治27年）4月16日 - 正五位[7]
- 1899年（明治32年）8月8日 - 従四位[5]